# سعة قصوى للأكسجين
سعة قصوى للأكسجين (VO2max هي أكبر سعة الجسم لاستيعاب الأكسجين في حالة بذل أكبر مجهود في الدقيقة. وتقاس تلك الخاصية بالمليلتر أكسجين لكل دقيقة (مليلتر  O2/دقيقة). وقد تستخدم الخاصية VO2max كمقياس لتقييم قدرة شخص على بذل مجهود جسماني.
يمكن قياس السعة القصوى للأكسجين معمليا فإن ذلك يعطي قيمة كمية عن مدى قدرة رياضي على أداء جهد لمدة طويلة بالمقارنة بشخص أو متسابق آخر. ويشير استهلاك عالي للأكسجين إلى كفاءة الجهاز التنفسي القلبي والكفاية بالنسبة إلى استمرارية بذل المجهود. الرياضيّون الذين يمارسون الجري مسافات طويلة ومتسابقو الدراجات الذين يقطعون مسافات كبيرة، أو ممارسو رياضة الانزلاق على الجليد لمسافات طويلة، كل هؤلاء يتمتعون بسعة قصوى للأكسجين كبيرة، تصل إلى 90 مليلتر/(كيلوجرام·دقيقة), بالمقارنة تبلغ تلك السعة لحصان مثلا أو لغزال ما يزيد عن 200 مليلتر/(كيلوجرام·دقيقة).

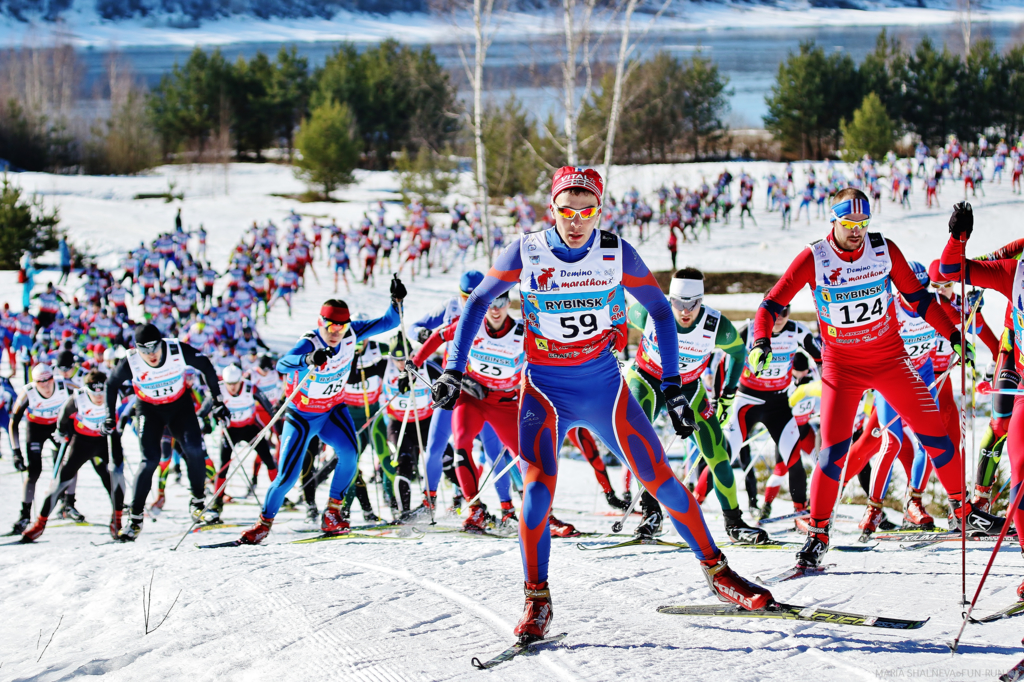

يمثل المقياس «المطلق» VO2max (مليلتر/دقيقة) مقياسا لا يأخذ في الحسبان وزن الجسم. وبناء على ذلك فإن الأشخاص الكبار جسمانيا وذوي الأوزان الكبيرة تكون لديهم سعة قصوى للأكسجين أعلى ممن يكونون قصيرين أو ذوي وزن منخفض. لهذا فإن المقياس الذي يعتمد عليه هو المقياس «النسبي»
أي «السعة النسبية القصوى للأكسجين»، وتعريفها (مليلتر أكسجين/دقيقة/كيلوجرام), حيث أنها هي التي يمكن الاعتماد عليها في المقارنة بين قدرة الرياضيين على استمرارية بذلهم للمجهود، وذلك بالنسبة لرياضات يلعب فيها وزن المتسابق و/أو حجم جسمه (مثل الجري، وسباق الدراجات الهوائية، وسباق الانزلاق على الجليد) دور كبير. بهذا يمكن مقارنة قدرة شخص بشخص آخر.
إن المقياس VO2max يمثل عدة عمليات تختص بمدى استفادة الجسم من الأكسجين، وهي:
- اكتساب الأكسجين بواسطة الرئتين،
- نقل الأكسجين في الدم عن طريق الدورة الدموية،
- استفادة الخلايا العضلية القائمة بالحركة من الأكسجين،
- استفادة بقية العضلات الهيكلية بالاكسجين، وعضلات القلب، والعضلات الملساء، والخلايا العصبية وخلايا جميع الأعضاء، فهي تحتاج الأكسجين وتقوم بالاستفادة منه.

## قياس VO2max

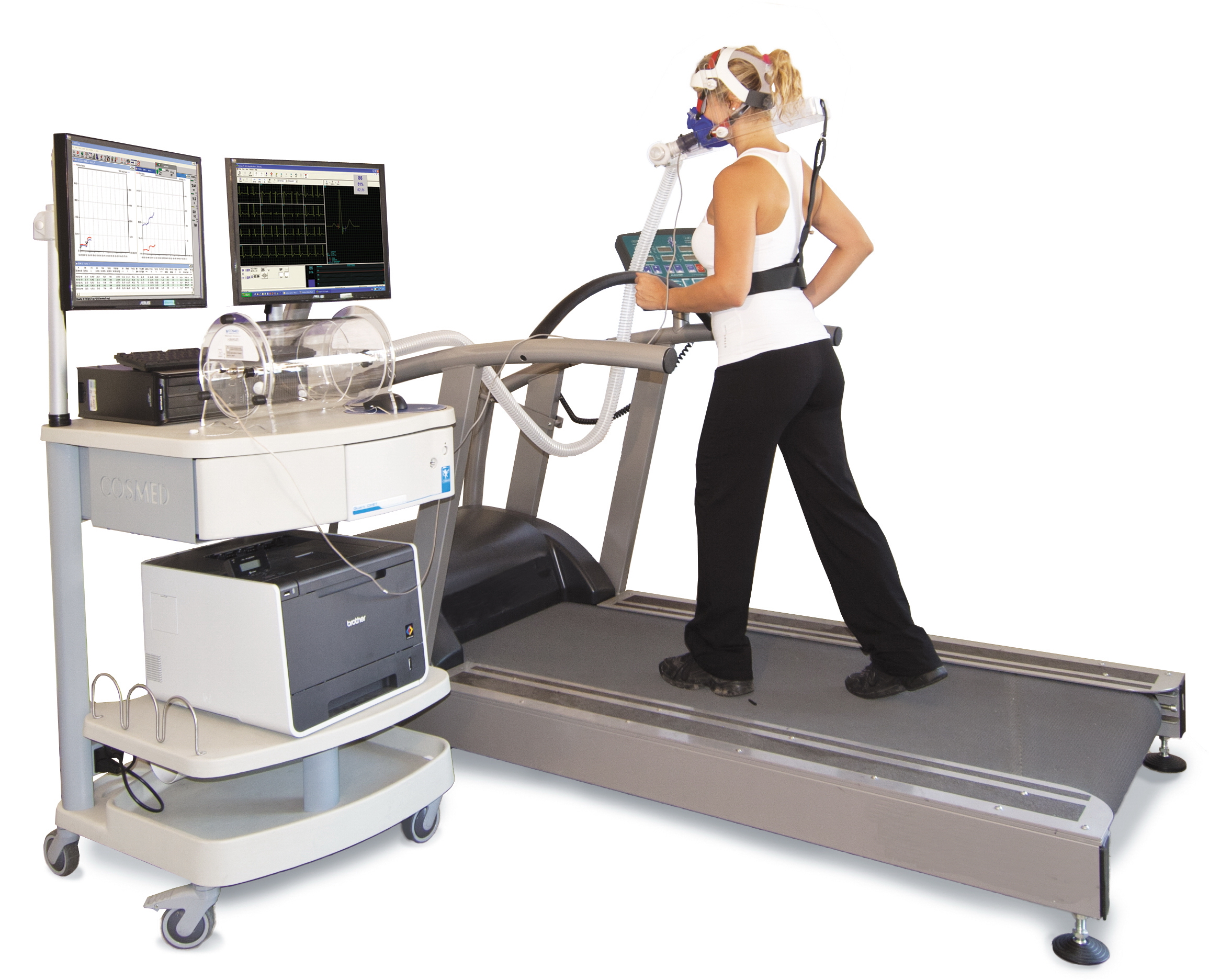
قياس VO_{2}max بواسطة جهاز تنفس حديث حيث يجري أو يمشي الشخص تحت الاختبار بسرعة سريان السير.

يتم قياس حجم الأقصى للأكسجين على السير الرياضي (انظر الصورة) أو على الدراجة المخصوصة لذلك حيث يقوم الشخص تحت الاختبار بإدارتها بقدر استطاعته. عن طريق الجهاز الموصل بأنفه تقاس نسبة الأكسجين في الهواء الذي يتنفسه وكذلك تقاس نسبة ثاني أكسيد الكربون، ويقاس حجم هواء الزفير، كما يُقاس الوقت لإخراج الزفير. من تلك القياسات يمكن تعيين
VO2max.
ولمعرفة تناسب النتيجة للشخص بدقة يجب أخذ وزن الشخص في الحسبان.

## طريقة أخرى لقياس VO2max

### مبدأ فيكس
القيمة المطلقة للسعة القصوى للأكسجين تعرف «بالمليلتر/ دقيقة» كما يمكن يمكن تعيينها بأخذ عينات من الدم، وتقارن النتائج المأخودة من الشريان بالنتائج المأخودة من الوريد.
وتحسب التيجة من المعادلة:
{\displaystyle \mathrm {VO_{2max}} ={\text{HMV}}(\mathrm {CaO_{2}} -\mathrm {CvO_{2}} )}
HMV = حجم الدم الذي يدفعه القلب في الدقيقة، CaO2 = محتوى الأكسجين في دم الشريان، CvO2 = محتوى الأكسجين في دم الوريد.
تلك هي الطريقة الدقيقة لتعيين السعة القصوى للأكسجين للشخص، ولكنها تحتاج إلى أخذ عينات من الدم من الشريان ومن الوريد وتؤخذ تلك العينات أثناء قيام الشخص بالجهد المطلوب. هذه الطريقة تستخدم غالبا للأغراض البحث العلمي، وليست للممارسات الروتينية.

### طريقة تقريبية لـ «أوت وسورينسون»
هذا طريقة تقريبية وهي تعين السعة القصوي النسبية للأكسجين، وهي تعتمد على قياس أعلى نبض للقلب ومقارنته بنبض القلب أثناء السكون، وهذه الطريقة من ابتكار سورينسون وزملائه:
{\displaystyle \mathrm {VO_{\text{2max}}} \approx {\frac {{\text{HF}}_{\text{max}}}{{\text{HF}}_{\text{Ruhe}}}}\cdot 15\,\mathrm {\frac {ml}{kg\,min}} }
هذه المعادلة تستخدم أعلى نبض للقلب (HFmax) ونبض القلب خلال السكون (HFRuhe), بغرض تعيين VO2max .
مثـــــال
أعلى نبض للقلب {\displaystyle {\text{HF}}_{\text{max}}=180\,{\tfrac {1}{\mathrm {min} }}}
ونبض السكون {\displaystyle {\text{HF}}_{\text{Ruhe}}=60\,{\tfrac {1}{\mathrm {min} }}}
يعطيان السعة القصوي النسبية للأكسجين relative VO2max :
وقدرها باستخدام المعادلة أعلاه= {\displaystyle 45\,\mathrm {\tfrac {ml}{kg\,min}} } .
أي بالتفصيل:
{\displaystyle \mathrm {VO_{\text{2max}}} \approx {\frac {180\,{\frac {1}{\mathrm {min} }}}{60\,{\frac {1}{\mathrm {min} }}}}\cdot 15\,\mathrm {\frac {ml}{kg\,min}} =3\cdot 15\,\mathrm {\frac {ml}{kg\,min}} =45\,\mathrm {\frac {ml}{kg\,min}} }

## جداول لمقارنة ألـ VO2max النسبي

### حالة السير المتحرك
| السن [سنوات]                                                  | مئين | مئين | مئين | مئين | مئين | مئين | مئين | مئين | مئين | مئين |
| السن [سنوات]                                                  | 10 % | 20 % | 30 % | 40 % | 50 % | 60 % | 70 % | 80 % | 90 % |      |
| ------------------------------------------------------------- | ---- | ---- | ---- | ---- | ---- | ---- | ---- | ---- | ---- | ---- |
| 20…29                                                         | 34,6 | 37,8 | 41,0 | 42,6 | 44,2 | 47,4 | 49,0 | 52,1 | 55,1 |      |
| 30…39                                                         | 33,0 | 36,2 | 39,4 | 41,0 | 42,6 | 44,2 | 47,4 | 50,6 | 52,1 |      |
| 40…49                                                         | 31,4 | 34,6 | 36,2 | 39,4 | 41,0 | 44,2 | 45,8 | 49,0 | 50,6 |      |
| 50…59                                                         | 29,9 | 31,4 | 34,6 | 36,2 | 37,8 | 39,4 | 41,0 | 44,2 | 49,0 |      |
| > 60                                                          | 26,7 | 28,3 | 31,4 | 33,0 | 34,6 | 36,2 | 37,8 | 41,0 | 44,2 |      |
| القيم بالوحدة {\displaystyle \mathrm {\tfrac {ml}{kg\,min}} } |      |      |      |      |      |      |      |      |      |      |

ونجد أن مثالنا أعلاه حيث السعة القصوى النسبية للأكسجين تساوي 45 مليلتر/كيلوجرام/دقيقة
ينطبق تقريبا على شاب بين 20 - 29 سنه في عمره وينتمي إلى فئة مئين بين 50% إلى 60 % ؛
أي أن نحو 55% من الشبان في هذا السن تبلغ السعة النسبية القصوى للأكسجين لديهم 45 مليلتر/كيلوجرام في الدقيقة. عند مئين 90% للشباب في سن 20 إلى 29 نجد أن السعة القصوى النسبية للأكسجين تزداد إلى 1و55 مليلتر/كيلوجرام/دقيقة.
وطبقا للجدول تنخفض تلك القيمة بالسن، كما تختلف بين الرجال والنساء:
| العمر [بالسنين]                                              | مئين | مئين | مئين | مئين | مئين | مئين | مئين | مئين | مئين | مئين |
| العمر [بالسنين]                                              | 10 % | 20 % | 30 % | 40 % | 50 % | 60 % | 70 % | 80 % | 90 % |      |
| ------------------------------------------------------------ | ---- | ---- | ---- | ---- | ---- | ---- | ---- | ---- | ---- | ---- |
| 20…29                                                        | 29,4 | 31,6 | 33,8 | 35,5 | 37,4 | 39,5 | 41,1 | 44,0 | 47,0 |      |
| 30…39                                                        | 27,4 | 29,9 | 32,3 | 31,8 | 35,2 | 36,7 | 38,8 | 41,0 | 44,7 |      |
| 40…49                                                        | 25,6 | 28,0 | 29,7 | 31,6 | 33,3 | 35,1 | 36,7 | 38,9 | 42,4 |      |
| 50…59                                                        | 23,7 | 25,5 | 27,3 | 28,7 | 30,2 | 31,4 | 32,9 | 35,2 | 38,1 |      |
| > 60                                                         | 21,7 | 23,7 | 24,9 | 26,6 | 27,5 | 29,1 | 30,2 | 32,3 | 34,6 |      |
| القيمة بوحدة {\displaystyle \mathrm {\tfrac {ml}{kg\,min}} } |      |      |      |      |      |      |      |      |      |      |

بالنسبة للنساء فإن السعة القصوى النسبية للأكسجين تبلغ 45 مليلتر/كيلوجرام/الدقيقة ويشمل 80% - 90% من النساء في سن 20 إلى 29 ؛ كما تنطبق على نساء تبلغ أعمارهن بين 30 و 39 سنة وهي تشمل أكثر من 90% من النساء. وينخفض هذا المتوسط (45 مليلتر/كيلوجرام/دقيقة)
بالتقدم في العمر.
ونجد أن 90% من النساء لا تزيد السعة القصوى النسبية للأكسجين لديهن عن 47 مليلتر/كيلوجرام / دقيقة.
بالمثل توجد جداول عن تلك القيمة في حالة استخدام الدراجة الطبية بدلا من السير المتحرك.

## اقرأ أيضا
- تدريب الفترة
- تدريب تدريجي
- أيض الحموض الدهنية
- أيض الكربوهيدرات
- انقباض عضلي
- اتاحة الطاقة
- لياقة بدنية في الخارج
- اتاحة الطاقة في جسم الإنسان